# Férfi csapatsprint sífutás a 2010. évi téli olimpiai játékokon
A 2010. évi téli olimpiai játékokon a sífutás férfi csapatsprint versenyszámát február 22-én rendezték Whistlerben. Az aranyérmet a norvég kettős nyerte meg. A versenyszámban nem vett részt magyar csapat.

## Eredmények
A futamok egy 1580–1600 méteres pályán zajlottak, amelyen 6 kört kellett teljesíteni, szabadstílusban. A csapatok tagjai körönként váltották egymást.
A selejtező mindkét futamából az első három helyen célba érkező, valamint az összesítésben négy legjobb időt teljesítő csapat jutott be a döntőbe.

### Selejtező
A rövidítések jelentése a következő:
- Q: továbbjutás helyezés alapján
- q: továbbjutás időeredmény alapján

| Helyezés | R        | Csapat                                                             | Idő           | Mj       |
| 1. futam | 1. futam | 1. futam                                                           | 1. futam      | 1. futam |
| -------- | -------- | ------------------------------------------------------------------ | ------------- | -------- |
| 1.       | 1        | Oroszország (RUS) · Nyikolaj Morilov · Alekszej Petuhov            | 18:47,6       | Q        |
| 2.       | 2        | Norvégia (NOR) · Øystein Pettersen · Petter Northug                | 18:48,5       | Q        |
| 3.       | 5        | Németország (GER) · Tim Tscharnke · Axel Teichmann                 | 18:48,9       | Q        |
| 4.       | 4        | Kanada (CAN) · Devon Kershaw · Alex Harvey                         | 18:49,2       | q        |
| 5.       | 6        | Finnország (FIN) · Lasse Paakkonen · Ville Nousiainen              | 18:54,3       | q        |
| 6.       | 7        | Lengyelország (POL) · Maciej Kreczmer · Janusz Krężelok            | 19:07,2       |          |
| 7.       | 11       | Szlovákia (SVK) · Bátory Iván · Michal Malak                       | 19:07,5       |          |
| 8.       | 3        | Észtország (EST) · Anti Saarepuu · Peeter Kümmel                   | 19:27,6       |          |
| 9.       | 9        | Litvánia (LTU) · Modestas Vaičiulis · Mantas Strolia               | 19:43,1       |          |
| 10.      | 8        | Kína (CHN) · Szun Csing-haj · Hszü Ven-lung                        | 19:43,6       |          |
| 11.      | 10       | Nagy-Britannia (GBR) · Andrew Musgrave · Andrew Young              | nem ért célba |          |
| 2. futam |          |                                                                    |               |          |
| 1.       | 16       | Csehország (CZE) · Dušan Kožíšek · Martin Koukal                   | 18:43,1       | Q        |
| 2.       | 19       | Franciaország (FRA) · Vincent Vittoz · Cyril Miranda               | 18:43,8       | Q        |
| 3.       | 15       | Olaszország (ITA) · Cristian Zorzi · Renato Pasini                 | 18:43,9       | Q        |
| 4.       | 13       | Egyesült Államok (USA) · Torin Koos · Andrew Newell                | 18:43,7       | q        |
| 5.       | 17       | Kazahsztán (KAZ) · Nyikolaj Csebotyko · Alekszej Poltoranyin       | 18:45,3       | q        |
| 6.       | 12       | Svájc (SUI) · Eligius Tambornino · Dario Cologna                   | 18:54,6       |          |
| 7.       | 18       | Japán (JPN) · Narusze Nobu · Onda Júicsi                           | 18:54,8       |          |
| 8.       | 14       | Svédország (SWE) · Marcus Hellner · Teodor Peterson                | 19:06,5       |          |
| 9.       | 22       | Románia (ROU) · Paul Constantin Pepene · Petrica Hogiu             | 19:09,2       |          |
| 10.      | 20       | Ausztrália (AUS) · Ben Sim · Paul Murray                           | 19:57,0       |          |
| 11.      | 21       | Fehéroroszország (BLR) · Szjarhej Dalidovics · Leanyid Karnyijenka | nem ért célba |          |

### Döntő
| Helyezés | R  | Csapat                                                       | Idő     |
| -------- | -- | ------------------------------------------------------------ | ------- |
| Arany    | 2  | Norvégia (NOR) · Øystein Pettersen · Petter Northug          | 19:01,0 |
| Ezüst    | 5  | Németország (GER) · Tim Tscharnke · Axel Teichmann           | 19:02,3 |
| Bronz    | 1  | Oroszország (RUS) · Nyikolaj Morilov · Alekszej Petuhov      | 19:02,5 |
| 4.       | 4  | Kanada (CAN) · Devon Kershaw · Alex Harvey                   | 19:07,3 |
| 5.       | 17 | Kazahsztán (KAZ) · Nyikolaj Csebotyko · Alekszej Poltoranyin | 19:07,5 |
| 6.       | 16 | Csehország (CZE) · Dušan Kožíšek · Martin Koukal             | 19:13,8 |
| 7.       | 19 | Franciaország (FRA) · Vincent Vittoz · Cyril Miranda         | 19:18,7 |
| 8.       | 15 | Olaszország (ITA) · Cristian Zorzi · Renato Pasini           | 19:21,1 |
| 9.       | 13 | Egyesült Államok (USA) · Torin Koos · Andrew Newell          | 19:21,6 |
| 10.      | 6  | Finnország (FIN) · Lasse Paakkonen · Ville Nousiainen        | 19:50,8 |